# Deuces Wild Tournament
En la edición del 24 de abril de TNA iMPACT!, el director Administrativo Jim Cornette creó el Deuces Wild Tournament con el fin de coronar a los nuevos campeones del TNA World Tag Team Championship. Ocho equipos bien establecidos competirán en cuatro combates durante las grabaciones de TNA iMPACT! por una plaza para el torneo principal, el cual tendrá lugar en el evento PPV Sacrifice, el cual tendrá lugar el 11 de mayo de 2008. Cuatro equipos más serán formados esa misma noche; éstos serán escogidos de manera aleatoria de los 'Egotistical Eight', lo cual fue anunciado el 1 de mayo de 2008. El campeonato seguirá entonces el formato normal de combates por parejas.

## Luchas clasificatorias
- 24 de abril, 2008
  - Team 3D derrotaron a Black Reign & Rellik.
  - Christian Cage & Rhino derrotaron a The Motor City Machine Guns.
- 1 de mayo, 2008
  - Latin American Exchange derrotaron a Kaz & Eric Young.
  - A.J. Styles & Super Eric derrotaron a The Rock 'n Rave Infection.

## Egotistical Eight
Esto fue anunciado durante la edición del 1 de mayo de 2008 de TNA iMPACT!.
| Matt Morgan  |
| Kip James    |
| BG James     |
| James Storm  |
| Booker T     |
| Robert Roode |
| Sting        |
| Awesome Kong |

### Equipos
Estos fueron los equipos anunciados durante la edición del 8 de mayo de 2008 de TNA iMPACT!.
| Sting & James Storm     |
| Matt Morgan & Kip James |

Estos fueron los equipos anunciados durante el evento PPV Sacrifice el 11 de mayo de 2008.
| Booker T & Robert Roode |
| BG James & Awesome Kong |

## Resultados
|  | Cuartos de final (PPV - TNA Sacrifice) | Cuartos de final (PPV - TNA Sacrifice) | Cuartos de final (PPV - TNA Sacrifice) |                     |     | Semifinales (PPV - TNA Sacrifice) | Semifinales (PPV - TNA Sacrifice) | Semifinales (PPV - TNA Sacrifice) |  |  | Final (PPV - TNA Sacrifice) | Final (PPV - TNA Sacrifice) | Final (PPV - TNA Sacrifice) |  |
|  |                                        |                                        |                                        |                     |     |                                   |                                   |                                   |  |  |                             |                             |                             |  |
|  |                                        |                                        |                                        |                     |     |                                   |                                   |                                   |  |  |                             |                             |                             |  |
|  | Team 3D                                |                                        |                                        |                     |     |                                   |                                   |                                   |  |  |                             |                             |                             |  |
|  |                                        |                                        |                                        |                     |     |                                   |                                   |                                   |  |  |                             |                             |                             |  |
|  | Sting & James Storm                    | Sting & James Storm                    | PIN                                    |                     |     |                                   |                                   |                                   |  |  |                             |                             |                             |  |
|  | Sting & James Storm                    | Sting & James Storm                    | PIN                                    | Team 3D             |     |                                   |                                   |                                   |  |  |                             |                             |                             |  |
|  |                                        |                                        |                                        |                     |     |                                   |                                   |                                   |  |  |                             |                             |                             |  |
|  |                                        |                                        | Rhino & Christian                      | Rhino & Christian   | PIN |                                   |                                   |                                   |  |  |                             |                             |                             |  |
|  | Rhino & Christian                      |                                        | Rhino & Christian                      | Rhino & Christian   | PIN |                                   |                                   |                                   |  |  |                             |                             |                             |  |
|  |                                        |                                        |                                        |                     |     |                                   |                                   |                                   |  |  |                             |                             |                             |  |
|  | Booker T & Roode                       | Booker T & Roode                       | PIN                                    |                     |     |                                   |                                   |                                   |  |  |                             |                             |                             |  |
|  | Booker T & Roode                       | Booker T & Roode                       | PIN                                    |                     |     |                                   | Team 3D                           |                                   |  |  |                             |                             |                             |  |
|  |                                        |                                        |                                        |                     |     |                                   |                                   |                                   |  |  |                             |                             |                             |  |
|  |                                        |                                        | The LAX                                | The LAX             | PIN |                                   |                                   |                                   |  |  |                             |                             |                             |  |
|  | The LAX                                |                                        | The LAX                                | The LAX             | PIN |                                   |                                   |                                   |  |  |                             |                             |                             |  |
|  |                                        |                                        |                                        |                     |     |                                   |                                   |                                   |  |  |                             |                             |                             |  |
|  | James & Morgan                         | James & Morgan                         | PIN                                    |                     |     |                                   |                                   |                                   |  |  |                             |                             |                             |  |
|  | James & Morgan                         | James & Morgan                         | PIN                                    | The LAX             |     |                                   |                                   |                                   |  |  |                             |                             |                             |  |
|  |                                        |                                        |                                        |                     |     |                                   |                                   |                                   |  |  |                             |                             |                             |  |
|  |                                        |                                        | Styles & Super Eric                    | Styles & Super Eric | PIN |                                   |                                   |                                   |  |  |                             |                             |                             |  |
|  | Styles & Super Eric                    |                                        | Styles & Super Eric                    | Styles & Super Eric | PIN |                                   |                                   |                                   |  |  |                             |                             |                             |  |
|  |                                        |                                        |                                        |                     |     |                                   |                                   |                                   |  |  |                             |                             |                             |  |
|  | BG James & Kong                        | BG James & Kong                        | PIN                                    |                     |     |                                   |                                   |                                   |  |  |                             |                             |                             |  |
|  | BG James & Kong                        | BG James & Kong                        | PIN                                    |                     |     |                                   |                                   |                                   |  |  |                             |                             |                             |  |
|  |                                        |                                        |                                        |                     |     |                                   |                                   |                                   |  |  |                             |                             |                             |  |

- Datos: Q5804685